# Schalksburg (Porta)
Die Schalksburg ist eine abgegangene Höhenburg bei Hausberge, einem Stadtteil von Porta Westfalica, im Kreis Minden-Lübbecke in Nordrhein-Westfalen. Die Höhenburg befand sich auf dem rechten Weserufer im Durchbruchstal Porta Westfalica unterhalb des Jakobsberges in einer talbeherrschenden Position.

## Geschichte
Um 1018 wurde sie erstmals schriftlich als Schalarborg oder Scalaborg erwähnt, die Gründer und Gründungszeit sind jedoch unbekannt.
Der Besitzer, Herzog Bernhard II. (Sachsen), geriet um 1020 mit Kaiser Heinrich II. in Streit und versperrte ihm den Weg nach Bremen. Nach der Belagerung unterwarf sich Bernhard und verlor vermutlich die Schalksburg. Möglicherweise geriet die Burg darauf an die Herren vom Berge, deren Geschlecht wiederum Ende des 14. Jahrhunderts ausstarb. Die Burg gelangte daraufhin 1398 an das Hochstift Minden und wurde zur Landesburg. Im Zuge der Ämterverwaltung war hier der Sitz des Amtes Hausberge eingerichtet.
Die Burg wurde damit Ausgangspunkt für die Besiedlung des heutigen Hausberge, das 1618 die Marktrechte erhielt.
1679 wurde die Schalksburg von den Franzosen geplündert. Nachdem sie in den folgenden Jahren zunehmend verfiel, wurde sie 1707 bis 1723 abgerissen.

## Anlage
Von der einst umfangreichen, ab 1708 abgebrochenen Anlage sind nur noch geringe bauliche Reste erhalten, darunter das ehemalige Torhaus. Der eingeschossige Bruchsteinbau über halb eingetieftem Kellergeschoss wurde wohl noch vor 1562 errichtet. Das Dachwerk wurde 1663 umfassend erneuert. Die unmittelbar anschließende Drostenwohnung entstand 1708 als zweigeschossiger verputzter Massivbau, dessen Obergeschoss zum Teil in Fachwerk ausgeführt wurde. Größere Umbauten wurden 1813 vorgenommen. Die alte Innenaufteilung wurde im Zuge der zu Beginn der 1990er Jahre durchgeführten Sanierung weitgehend zerstört. Durch diese Maßnahmen kam es zu einem weitgehenden Verlust der Originalsubstanz. Die nähere Umgebung des Baudenkmals ist inzwischen durch „historisierende“ Neubauten entwertet, die das einstige Burgareal besetzen.
Die Schalksburg auf Notgeldscheinen aus Hausberge von 1921.

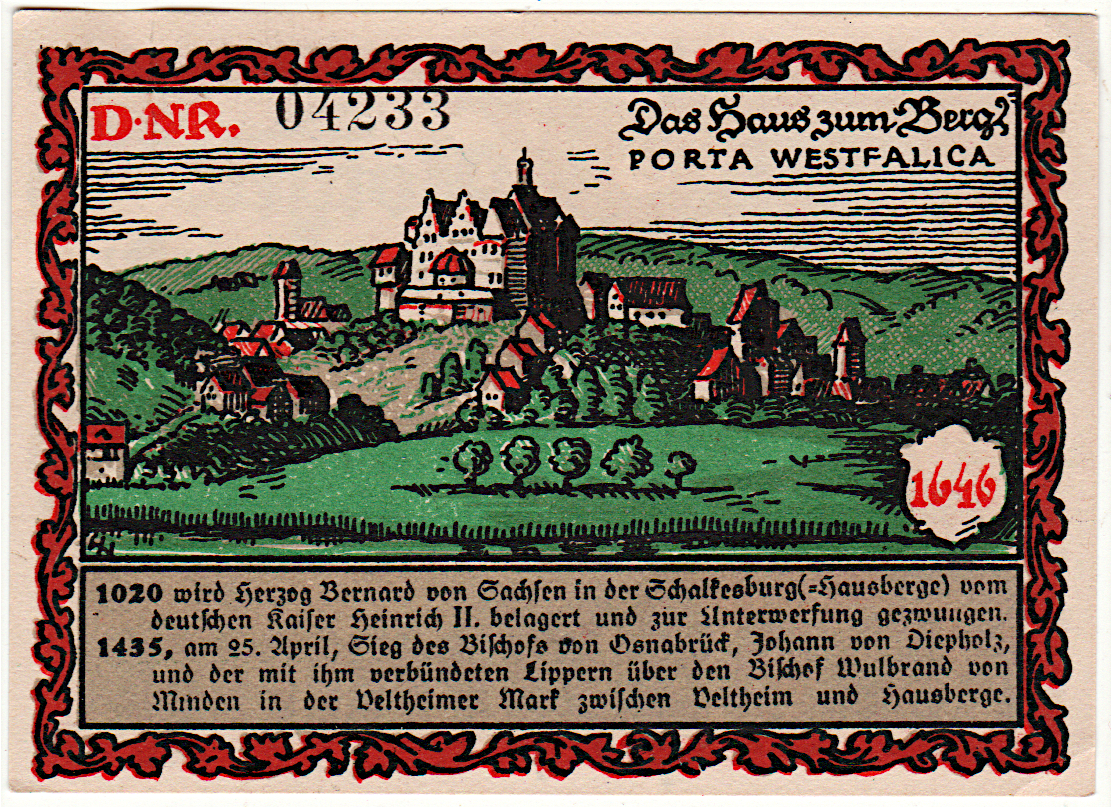
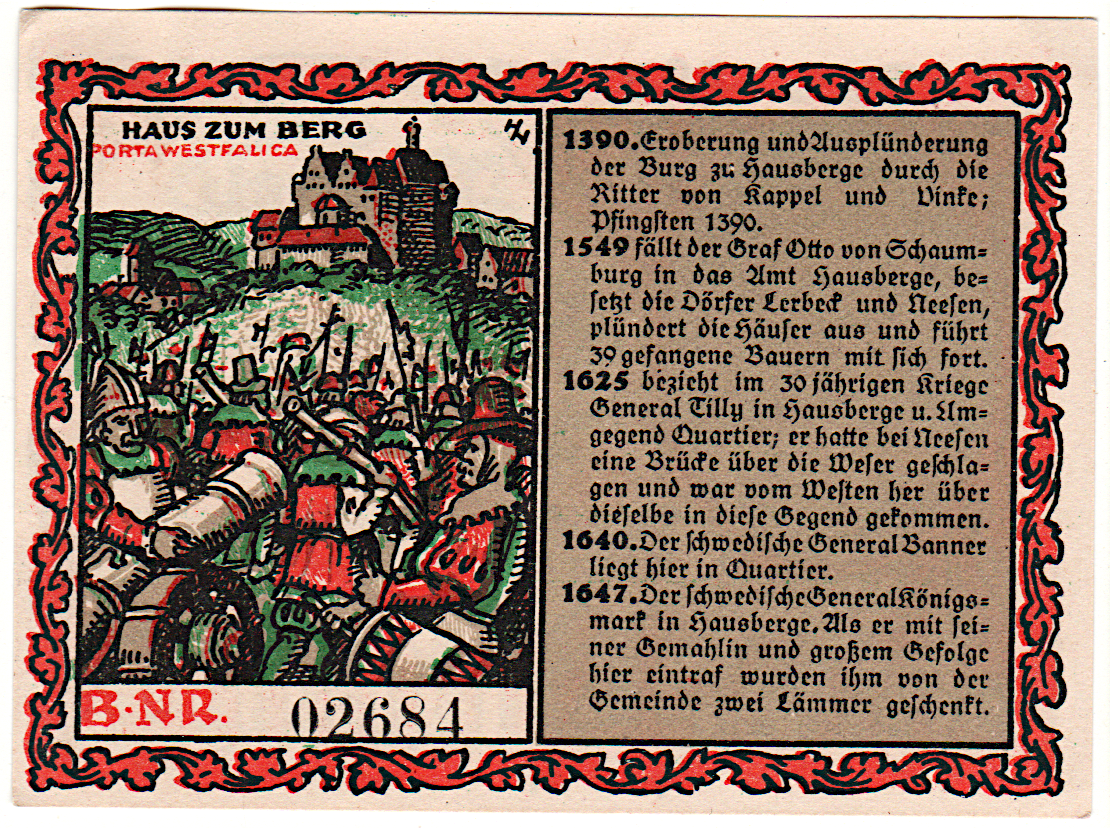